# Acanthophyllum coloratum
Acanthophyllum coloratum är en nejlikväxtart som beskrevs av Boris Konstantinovich Schischkin. Acanthophyllum coloratum ingår i släktet Acanthophyllum och familjen nejlikväxter. Utöver nominatformen finns också underarten A. c. eglandulosum.